# Eustala
Eustala is een geslacht van spinnen uit de  familie van de wielwebspinnen (Araneidae).

## Soorten
- Eustala albicans Caporiacco, 1954
- Eustala albiventer (Keyserling, 1884)
- Eustala anastera (Walckenaer, 1841)
  - Eustala anastera vermiformis Franganillo, 1931
- Eustala andina Chamberlin, 1916
- Eustala bacelarae Caporiacco, 1955
- Eustala banksi Chickering, 1955
- Eustala belissima Poeta, Marques & Buckup, 2010
- Eustala bifida F. O. P.-Cambridge, 1904
- Eustala bisetosa Bryant, 1945
- Eustala brevispina Gertsch & Davis, 1936
- Eustala bucolica Chickering, 1955
- Eustala californiensis (Keyserling, 1885)
- Eustala cameronensis Gertsch & Davis, 1936
- Eustala cazieri Levi, 1977
- Eustala cepina (Walckenaer, 1841)
- Eustala clavispina (O. P.-Cambridge, 1889)
- Eustala conchlea (McCook, 1888)
- Eustala conformans Chamberlin, 1925
- Eustala crista Poeta, Marques & Buckup, 2010
- Eustala decemtuberculata Caporiacco, 1955
- Eustala delasmata Bryant, 1945
- Eustala delecta Chickering, 1955
- Eustala devia (Gertsch & Mulaik, 1936)
- Eustala eleuthera Levi, 1977
- Eustala emertoni (Banks, 1904)
- Eustala essequibensis (Hingston, 1932)
- Eustala exigua Chickering, 1955
- Eustala fragilis (O. P.-Cambridge, 1889)
- Eustala fuscovittata (Keyserling, 1864)
- Eustala gertschi Chickering, 1955
- Eustala gonygaster (C. L. Koch, 1838)
- Eustala guianensis (Taczanowski, 1873)
- Eustala guttata F. O. P.-Cambridge, 1904
- Eustala histrio Mello-Leitão, 1948
- Eustala illicita (O. P.-Cambridge, 1889)
- Eustala inconstans Chickering, 1955
- Eustala ingenua Chickering, 1955
- Eustala innoxia Chickering, 1955
- Eustala isosceles Mello-Leitão, 1939
- Eustala itapocuensis Strand, 1916
- Eustala lata Chickering, 1955
- Eustala latebricola (O. P.-Cambridge, 1889)
- Eustala levii Poeta, Marques & Buckup, 2010
- Eustala longembola Chickering, 1955
- Eustala lunulifera Mello-Leitão, 1939
- Eustala maxima Chickering, 1955
- Eustala mimica Chickering, 1955
- Eustala minuscula (Keyserling, 1892)
- Eustala montana Chickering, 1955
- Eustala monticola Chamberlin, 1916
- Eustala montivaga Chickering, 1955
- Eustala mourei Mello-Leitão, 1947
- Eustala mucronatella (Roewer, 1942)
- Eustala nasuta Mello-Leitão, 1939
- Eustala nigerrima Mello-Leitão, 1940
- Eustala novemmamillata Mello-Leitão, 1941
- Eustala oblonga Chickering, 1955
- Eustala orina (Chamberlin, 1916)
- Eustala pallida Mello-Leitão, 1940
- Eustala palmares Poeta, Marques & Buckup, 2010
- Eustala panamana Chickering, 1955
- Eustala perdita Bryant, 1945
- Eustala perfida Mello-Leitão, 1947
- Eustala photographica Mello-Leitão, 1944
- Eustala procurva Franganillo, 1936
- Eustala redundans Chickering, 1955
- Eustala richardsi Mello-Leitão, 1939
- Eustala rosae Chamberlin & Ivie, 1935
- Eustala rubroguttulata (Keyserling, 1879)
- Eustala rustica Chickering, 1955
- Eustala saga (Keyserling, 1893)
- Eustala sagana (Keyserling, 1893)
- Eustala scitula Chickering, 1955
- Eustala scutigera (O. P.-Cambridge, 1898)
- Eustala secta Mello-Leitão, 1945
- Eustala sedula Chickering, 1955
- Eustala semifoliata (O. P.-Cambridge, 1899)
- Eustala smaragdinea (Taczanowski, 1878)
- Eustala tantula Chickering, 1955
- Eustala taquara (Keyserling, 1892)
- Eustala tribrachiata Badcock, 1932
- Eustala tridentata (C. L. Koch, 1838)
- Eustala trinitatis (Hogg, 1918)
- Eustala tristis (Blackwall, 1862)
- Eustala tumida Chickering, 1955
- Eustala ulecebrosa (Keyserling, 1892)
- Eustala uncicurva Franganillo, 1936
- Eustala unimaculata Franganillo, 1930
- Eustala vegeta (Keyserling, 1865)
- Eustala vellardi Mello-Leitão, 1924
- Eustala venusta Chickering, 1955
- Eustala viridipedata (Roewer, 1942)
- Eustala wiedenmeyeri Schenkel, 1953